# オトポール!

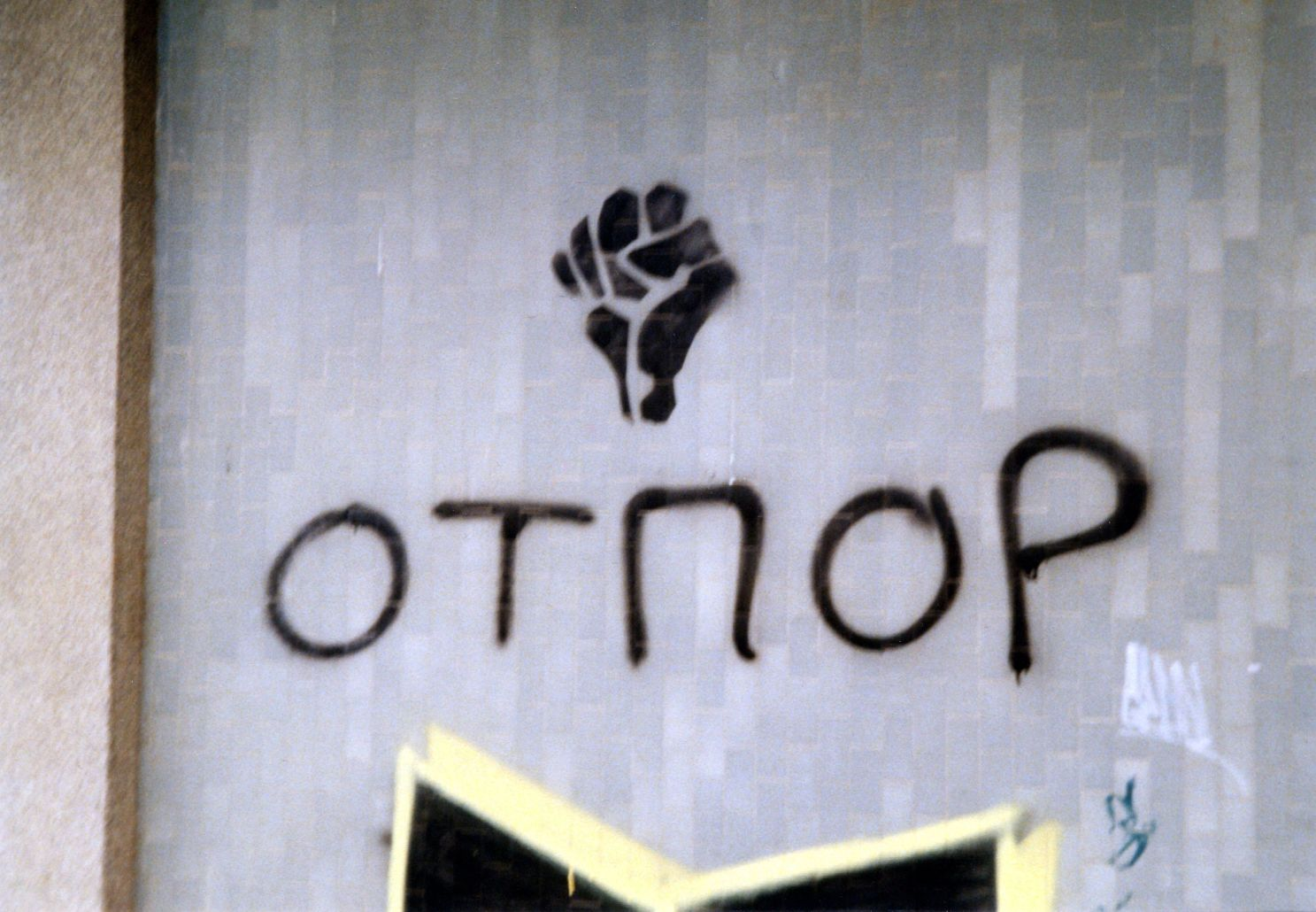
壁にステンシルで描かれたオトポール! のロゴ。2001年、セルビア。

オトポール!（セルビア語:Отпор! / Otpor!。「抵抗!」の意）は、ユーゴスラビア連邦共和国の青年運動。スロボダン・ミロシェヴィッチ退陣をもたらした2000年の闘争を主導したことで広く知られる。

## 成立
オトポール! は1998年10月10日に、同年はじめに導入された大学とメディアへの弾圧法に抗して結成された。オトポール! は、ベオグラード大学の活動家が始めた。
コソボ戦争での1999年のNATOによるユーゴ空爆の後、オトポール! はユーゴスラビア大統領スロボダン・ミロシェヴィッチに反対する政治キャンペーンを開始した。これに対し、官憲はオトポール! の活動家に対する全国的な弾圧で応え、2000人近くが逮捕された。2000年9月の大統領選挙運動の際、オトポール! はミロシェヴィッチへの国民の不満をかき立てて彼を打倒しようと、「奴は終わりだ」(Gotov je) キャンペーンを始動した。オトポール! を主導した学生たちの一部には、ジーン・シャープによる非暴力行動に関する著作のセルビア語訳を、キャンペーンの理論上の基礎として用いた者もあった。
オトポール! は反ミロシェヴィッチ闘争とその後のミロシェヴィッチ退陣を象徴する存在のひとつとなった。潔癖な若者と幻滅した有権者層に的を絞ったキャンペーンにより、オトポール! は2000年9月24日の連邦大統領選挙で有数の支持を集めた。
多数の一般市民がミロシェヴィッチを見限っていたこともあって、醜聞にまみれていないオトポール! が中心的な役割を演じることになった。かつてのミロシェヴィッチならば、反対者たちはスパイや裏切り者だとして大衆を説き伏せることができたのだが、今回はそうはいかなかった。2000年夏の弾圧や投獄によって、多くの有権者が、政権に反対票を投ずることを堅く決意するようになっていた。

## ミロシェヴィッチ後
10月5日のミロシェヴィッチ退陣の後の数ヶ月で、オトポール! のメンバーたちは不意に、ユーゴスラビア全土のみならず西側諸国政府からも英雄として祭り上げられるようになった。握り締めた拳のロゴは手っ取り早く賛意を示す印になり、いたるところに現れた。地方の名士や政界の大立者は、オトポール! のTシャツを着けることで支持を集めようとしたし、KKパルチザンバスケットボールクラブまでがFIBA Suproleagueの試合でセンターサークルにオトポール! のロゴを描いたりと、握り締めた拳のロゴはごくありふれた存在となった。このように広範に支持されたため、前政権と結びついていた人々までがセルビア民主野党連合 (DOS) の有力者に取り入ろうとして、オトポール! とその活動を持ち上げるようになった、という逸話もある。
MTVも取り上げ、2000年のストックホルムでのMTVヨーロッパ・ミュージック・アワードで、オトポール! に「Free Your Mind」賞が贈られた。
賞賛の渦の中で、運動は汚職監視を新たな課題として、継続されることになった。いくつかの反汚職キャンペーン (「Samo vas gledamo」、「Bez anestezije」など) が開始された。しかし、オトポール! が変転するユーゴスラビアの政治シーンの中に位置を占めつづけるには、いくつかの困難があったのも確かである。
一部の著名な活動家が自らの政治的・外交的な功績を追い求めて運動を実質的に放棄し、洗いざらしの黒シャツを脱ぎ捨てて高級ブランドスーツを着けるようになると、反動と非難のきざしが見え始めた。たとえばスルジャ・ポポヴィッチ（かつては冗談まじりに「オトポール! のコミッサール」を自称していた）の場合である。2000年12月の下院議員選挙でDOSの名簿に登載されて当選し、DOSに参加していた民主党の下院議員となったほか、ゾラン・ジンジッチ率いるセルビア新政府の環境問題アドバイザーにも就任した。多くの人々が、これをポポヴィッチへの論功行賞と見た。
またこの頃から、オトポール! は国外の勢力から資金と戦術の両面で援助を受け、それが革命を招いた、との情報が見られるようになってきた。ある活動家グループは2000年6月、隣国ハンガリーのブダペストへ赴き、ジーン・シャープの同僚である米陸軍退役大佐ロバート・ヒルヴィーから講義を受けた。この講義が持たれた頃には、運動はすでに最高潮に達していたのだが、彼は後にオトポール! の「生みの親」に擬されることになる。オトポール! はまた、全米民主主義基金 (NED)、共和党国際研究所 (IRI)、合衆国国際開発庁 (USAID) といった、米国政府が提携している組織からの資金助成を受けてもいた。
『ニューヨーク・タイムズ・マガジン』の2000年11月の記事で、米国人ジャーナリストロジャー・コーエンは上の諸組織の役員とともに、オトポール! が米国から受けた援助の規模について語っている。ワシントン特別区のポール・B・マッカーシー (NED所属) は、1998年9月から2000年10月の間にNEDがセルビアで支払った300万米ドルの大半はオトポール! が受け取った、と述べた。同時期に、マッカーシー自身もオトポール! の指導者たちと繰り返し会合を持った (ポドゴリツァのほか、セゲドやブダペストでも)。
USAIDは、2000年中に2500万米ドルをミロシェヴィッチ打倒の目的に充てたが、そのうちどれくらいがオトポール! に行ったかは定かではない。ドナルド・L・プレスリー（USAID副長官）は、数十万ドルが直接オトポール! に回ったと語っている。名目は「示威行動支援物資。Tシャツ、ステッカーなど」であったという。オトポール! の指導者たちは、そのほかにも多くの内密の --- ワシントンが語りたがらないような --- 援助を受けたことをほのめかしている。
共和党国際研究所職員のダニエル・カリンゲルトは、オトポール! が同研究所から支払われたおよそ180万米ドルを2000年の間に受け取っていたと話した。カリンゲルトはまた、1999年10月以降、オトポール! の指導者にモンテネグロ（当時はユーゴスラビア連邦の構成国であった）やハンガリーで「7回ないし10回ほど」会ったとも話した。
こういった諸々の情報が、国内大衆の不興を買うことになった。自発的な草の根の民衆による運動という、広く流布していたオトポール! のイメージは損なわれた。オトポール! への大衆の見かたは、かつては純朴な若者の運動というものであったが、いまやすっかり、多くの疑問符のつく存在へと変わってしまった。
オトポール! がミロシェヴィッチ後の数年間で衰退した最大の原因は、彼らが一貫した政治プログラムを提示できなかったことにあった。反ミロシェヴィッチの活動は広範な賞賛を受けた。しかしその後に、人々が明確な政治信条を支持する段階になると、--- 急速に支持を失った。つまり、オトポール! が何に反対しているかは常に明確であったが、旧体制が瓦解したあとにこの運動がなにを成そうとするのかは明解ではなかったのである。
2003年後半、国会議員選挙にあたり、オトポール! は結局、政党に模様替えしたが、これはオトポール! 終焉への前触れであった。チェドミル・チュリッチ率いる「オトポール—自由・連帯・正義」の候補者名簿は、2003年12月の総選挙でわずか62,116票（得票率1.6パーセント）しか獲得できず、国会の議席を失った（最低必要得票率は5パーセント）。
最終的に、2004年9月にボリス・タディッチの民主党に吸収された。

## 余波
スロボダン・ミロシェヴィッチ政権打倒に大きく貢献したことに加え、オトポール! は他の東ヨーロッパ諸国での同様の若者の活動のモデルともなっている。そのためにオトポール! のメンバーは「革命の輸出者」と呼ばれている。
オトポール! のメンバーたちは色の革命に関係する他の東ヨーロッパ諸国での改革運動組織に影響を与え、また実際に他の組織に教える立場にあった。オトポール! のメンバーたちの指導を受けた団体には、グルジアの改革運動組織で、エドゥアルド・シェワルナゼ政権が打倒されたバラ革命に部分的に関与しているクマラや、オレンジ革命に関与しているポラ!、ベラルーシのアレクサンドル・ルカシェンコ政権に反対しているジュブル、アルバニアのミャフト!、ウラジーミル・プーチン政権に反対しているロシアのオボローナ、キルギスのアスカル・アカエフ政権を打倒したKelKel、ウズベキスタンでイスラム・カリモフ政権に反対するボルガ、レバノンのNabad-al-Horriyeなどがある。